# 100 m haies à la Ligue de diamant 2012
Navigation
2011
L'épreuve du 100 mètres haies féminin de la Ligue de diamant 2012 se déroule du 11 mai au 30 août 2012. La compétition fait successivement étape à Doha, Rome, Oslo, Paris, Londres, Stockholm et Zurich.

## Calendrier
| Date               | Meeting                         | Ville     | Pays        |
| ------------------ | ------------------------------- | --------- | ----------- |
| 11 mai 2012        | Qatar Athletic Super Grand Prix | Doha      | Qatar       |
| 31 mai 2012        | Golden Gala                     | Rome      | Italie      |
| 7 juin 2012        | Bislett Games                   | Oslo      | Norvège     |
| 6 juillet 2012     | Meeting Areva                   | Paris     | France      |
| 13-14 juillet 2012 | London Grand Prix               | Londres   | Royaume-Uni |
| 17 août 2012       | DN Galan                        | Stockholm | Suède       |
| 30 août 2012       | Weltklasse                      | Zurich    | Suisse      |

## Résultats
| Date | Meeting                   | 1er                            | 1er   | 2e                          | 2e    | 3e                             | 3e    |
| --- | ------------------------- | ------------------------------ | ----- | --------------------------- | ----- | ------------------------------ | ----- |
| 11 mai 2012 | Doha                      | Brigitte Foster-Hylton 12 s 60 | 4 pts | Kellie Wells 12 s 72        | 2 pts | Phylicia George 12 s 79 (SB)   | 1 pt  |
| 31 mai 2012 | Rome vent : -0,1 m/s      | Dawn Harper 12 s 66            | 4 pts | Kellie Wells 12 s 67        | 2 pts | Brigitte Foster-Hylton 12 s 78 | 1 pt  |
| 7 juin 2012 | Oslo vent : +0,7 m/s      | Sally Pearson 12 s 49 (WL, MR) | 4 pts | Kristi Castlin 12 s 56 (PB) | 2 pts | Tiffany Porter 12 s 70         | 1 pt  |
| 6 juillet 2012 | Paris vent : +0,0 m/s     | Sally Pearson 12 s 40 (WL)     | 4 pts | Ginnie Crawford 12 s 59     | 2 pts | Tiffany Porter 12 s 74         | 1 pt  |
| 13-14 juillet 2012 | Londres vent : +0,6 m/s   | Kellie Wells 12 s 57           | 4 pts | Sally Pearson 12 s 59       | 2 pts | Ginnie Crawford 12 s 74        | 1 pt  |
| 17 août 2012 | Stockholm vent : +0,5 m/s | Dawn Harper 12 s 65            | 4 pts | Kellie Wells 12 s 76        | 2 pts | Alina Talai 12 s 79            | 1 pt  |
| 30 août 2012 | Zurich vent : +0,3 m/s    | Dawn Harper 12 s 59            | 8 pts | Queen Harrison 12 s 68      | 4 pts | Kellie Wells 12 s 69           | 2 pts |
| Records et Performances - AR : Record continental (area record) - CR : Record des championnats (championship record) - MR : Record du meeting (meet record) - NR : Record national (national record) - OR : Record olympique (olympic record) - PR : Record paralympique (paralympic record) - PB : Record personnel (personal best) - SB : Meilleure performance personnelle de la saison (season's best) - WL : Meilleure performance mondiale de l'année (world leader) - WJR : Record du monde junior (world junior record) - WR : Record du monde (world record) Circonstances et Conditions - DNF : N'a pas terminé (did not finish) - DNS : N'a pas pris le départ (did not start) - DQ : Disqualification (disqualification) - NM : Aucun essai valable enregistré (No Mark) - Q : Qualifié « directement » au prochain tour (ou à la prochaine compétition), lors d'une compétition majeure, grâce au classement ou à la réalisation des minima (automatic qualifier) - q : Qualifié au prochain tour (ou à la prochaine compétition), lors d'une compétition majeure, grâce au repêchage ou à la réalisation de l'une des meilleures performances parmi celles des « non qualifiés directement » (grâce au meilleur temps ou à la meilleure distance par exemple) (secondary qualifier) |                           |                                |       |                             |       |                                |       |

## Classement général
| Rang | Athlète           | Points |
| ---- | ----------------- | ------ |
| 1    | Dawn Harper       | 16     |
| 2    | Kellie Wells      | 12     |
| 3    | Queen Harrison    | 4      |
| 4    | Virginia Crawford | 3      |
| 5    | Alina Talai       | 1      |